# 住崎駅
住崎駅（すみざきえき）は、かつて愛知県西尾市にあった、名古屋鉄道平坂支線の駅。

## 歴史
戦時中の1944年（昭和19年）頃、平坂側に約400m移転している。これは軍需工場の工員輸送のためであり、戦後の1950年（昭和25年）頃には元の位置に戻っている。運賃を据え置くため、営業キロの変更は行われなかった。
- 1929年（昭和4年）2月7日 - 愛知電気鉄道西尾線の駅として開業。
- 1935年（昭和10年）8月1日 - 名岐鉄道との合併により名古屋鉄道の駅となる。西尾線から分離され平坂線となる。
- 1944年（昭和19年） - 近くの軍需工場の工員輸送のため、平坂側に約400m移転。
- 1948年（昭和23年）
  - 5月16日 - 平坂線を平坂支線に改称。
  - 11月1日以前 - 無人化[2]。
- 1950年（昭和25年） - 再度移転し、元の位置に戻る。
- 1960年（昭和35年）3月27日 - 平坂支線の廃止に伴い廃駅。

## 利用状況
『愛知県統計書』によると、1949年度当時の年間乗車人員は約5万人（定期外約2万1千人、定期約2万9千人）、年間降車人員は約4万9千人であった。

## 跡地
駅のおおよその位置は、県道43号「住崎南」交差点の東付近。路線跡は整備され愛知県道43号岡崎碧南線となっており、当駅跡地も道路の一部となり痕跡はない。

## 隣の駅
名古屋鉄道
西尾線（平坂支線） 
西尾駅 - 住崎駅 - 羽塚駅